# Parti socialiste populaire du Népal
Le Parti socialiste populaire du Népal abrégé PSP-N (en népalais : जनता समाजवादी पार्टी, नेपाल) aussi appelé Janata Samajbadi Party est un parti politique au Népal.

## Histoire
Le Parti populaire national du Népal (en) (Rastriya Janata Party Nepal abrégé RJPN) et le Parti socialiste du Népal (en) (Samajbadi Party, Nepal abrégé SPN) sont tout au long de 2019 en constante négociations, les pourparlers échouant en raison de questions relatives au partage du pouvoir et au refus du Parti socialiste de retirer sa confiance au gouvernement de Khadga Prasad Sharma Oli,,,.
Le Parti socialiste quitte finalement le gouvernement le 24 décembre 2019 après que le Premier ministre rejette les propositions du parti sur des amendements constitutionnels tout en rétrogradant Upendra Yadav au poste de ministre de la Santé. Le fait de ne pas avoir quitté le gouvernement malgré des appels répétés a créé une impasse dans les négociations entre les deux parties Les espoirs d'unification subissent un nouveau coup lorsque le RJPN annonce une alliance électorale avec le Parti communiste népalais au pouvoir pour les élections à l'Assemblée nationale de 2020, tandis que le Parti socialiste (en), annonce une alliance électorale avec le Congrès népalais. Les négociations pour l'unification se poursuivent jusqu'au début de 2020, les questions relatives au partage du pouvoir et au leadership devenant toujours un point d'achoppement majeur pour les deux parties plutôt que pour leur idéologie,.
Selon des sources fiables et les médias nationaux, Renu Kumari Yadav voulait diviser le parti avec sept autres députés, dont Bimal Prasad Shrivastav, Surendra Kumar Yadav, Mohammad Estiyak Rai, Pradeep Yadav, Umashankar Argariya, Kalu Devi Bishwakarma et Renuka Gurung. Bien que le plan soit infructueux au dernier moment de la fusion du Parti socialiste du Népal et du Parti populaire national du Népal pour former le Parti socialiste populaire du Népal, il a été fortement couvert par les médias nationaux,.
Après cet incident l'impasse éclate finalement le 23 avril 2020, les deux partis parviennent finalement à un accord pour une fusion deux jours seulement après que le gouvernement publie une ordonnance modifiant la loi sur le parti politique qui permet à un parti de se séparer s'il est soutenu par 40 % du comité central du parti ou de ses parlementaires,. Le nouveau parti, le Parti socialiste populaire du Népal, est officiellement enregistré auprès de la Commission électorale le 9 juillet 2020.
Il est formé par la fusion des deux partis au Népal, le Parti socialiste du Népal (en), dirigé par Baburam Bhattarai et Upendra Yadav, et le Parti populaire national du Népal (en), dirigé par le præsidium de Mahantha Thakur et cinq autres.

## Idéologie
Le parti plaide pour une identité basé sur un fédéralisme et un parlement plus inclusif. Ils soutiennent également une structure gouvernementale plus décentralisée qui garantit plus de pouvoir aux gouvernements provinciaux et locaux. Le parti a l'intention de mettre en œuvre les accords de la guerre civile népalaise, du mouvement madheshi et de divers autres mouvements.

## Résultats électoraux

### Élections sénatoriales
| Année | Rang | Sièges |
| ----- | ---- | ------ |
| 2022  | 5e   | 3 / 59 |
| 2024  | 5e   | 3 / 59 |